# Stadthauptmannshof
Der Stadthauptmannshof in Mölln ist ein Gebäudekomplex, der in der Möllner Altstadt liegt und vom 15. bis zum 19. Jahrhundert entstanden ist.

## Geschichte

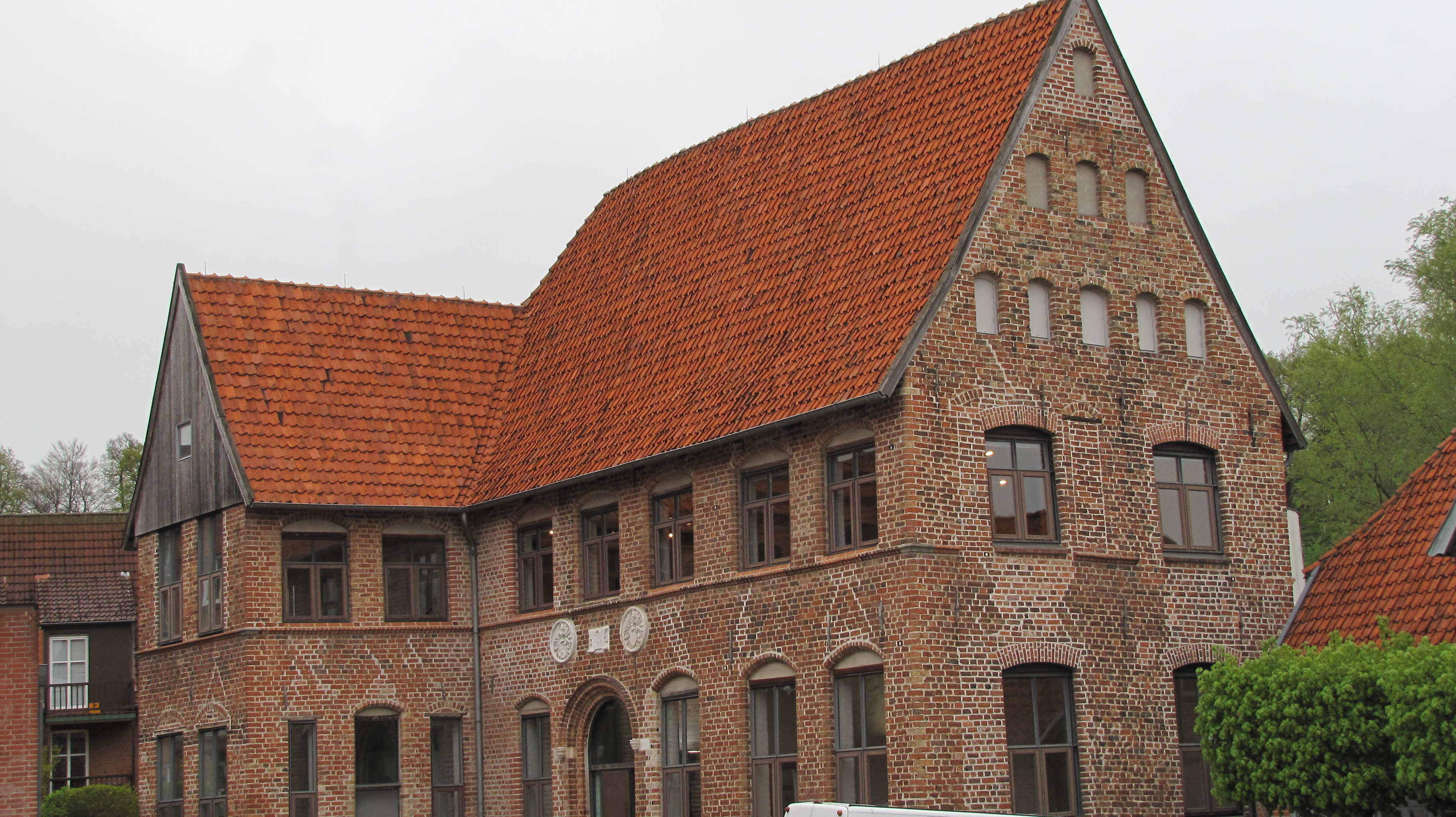
Herrenhaus des Stadthauptmanns-hofs (sog. Medaillongebäude)

1359 wurde die Stadt Mölln durch die Herzöge von Sachsen-Lauenburg an die Hansestadt Lübeck verpfändet, da die Hansestadt großes wirtschaftspolitisches Interesse an der Lage Möllns an der Alten Salzstraße und anderen wichtigen Handelswegen hatte. Die Herrschaft Lübecks führte zum Anschluss an das Wasserstraßennetz mit dem Bau des Stecknitz-Kanals. Zur Sicherung der Handelswege nach Süden baute Lübeck Mölln zur Festung an der Salzstraße aus. Die Rückgabe der Stadt an die Herzöge von Sachsen-Lauenburg erfolgte erst 1683 aufgrund einer Entscheidung des Reichskammergerichts.

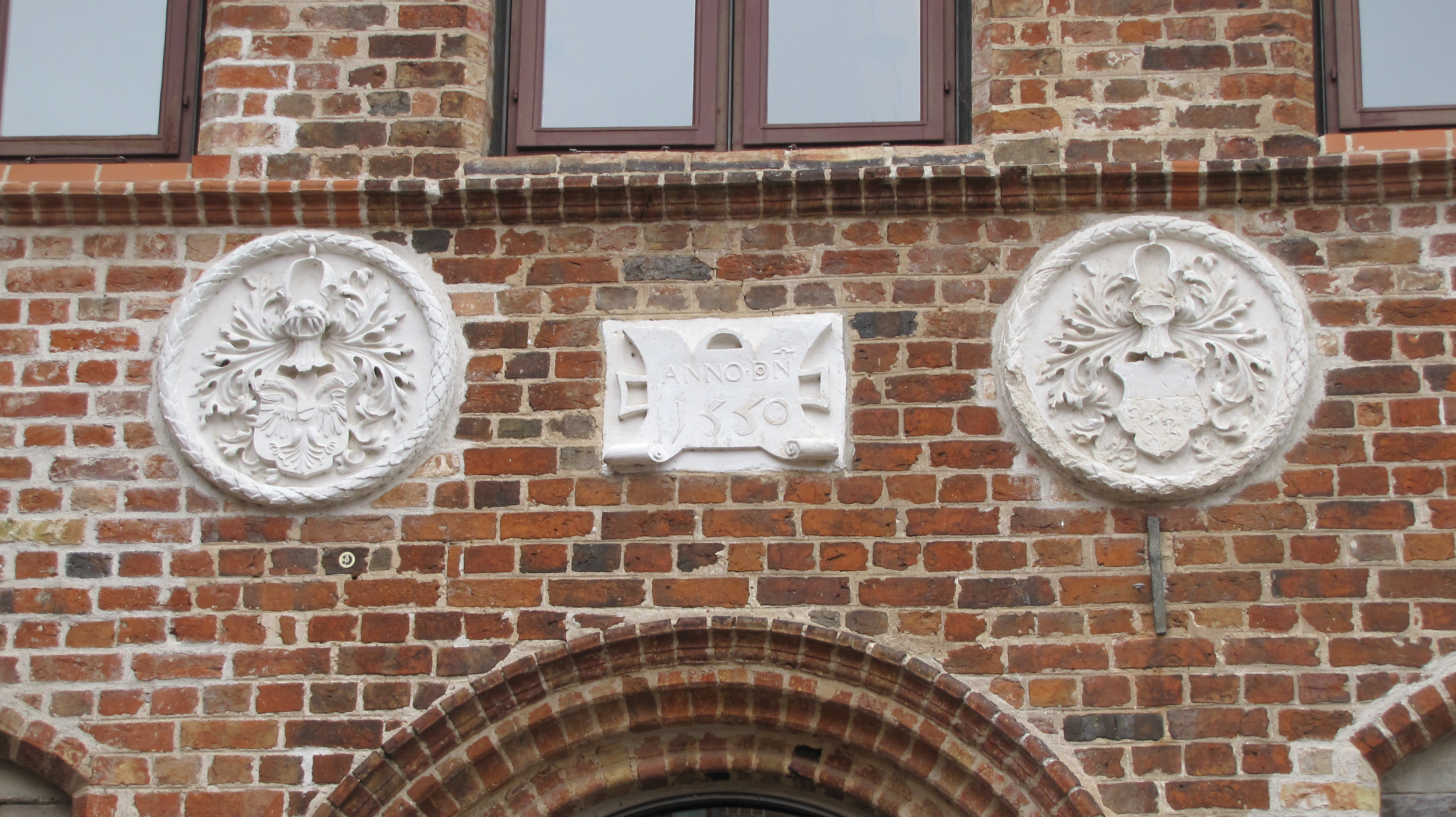
Lübecker Wappen am Medaillon-gebäude

Der Stadthauptmannshof war Amts- und Wohnsitz des Stadthauptmann genannten Lübecker Vogts oder Statthalters in der Stadt Mölln. Der Stadthauptmann unterstand direkt dem Lübecker Rat, war militärischer Befehlshaber und übte vor Ort die Exekutive und die Niedergerichtsbarkeit aus.

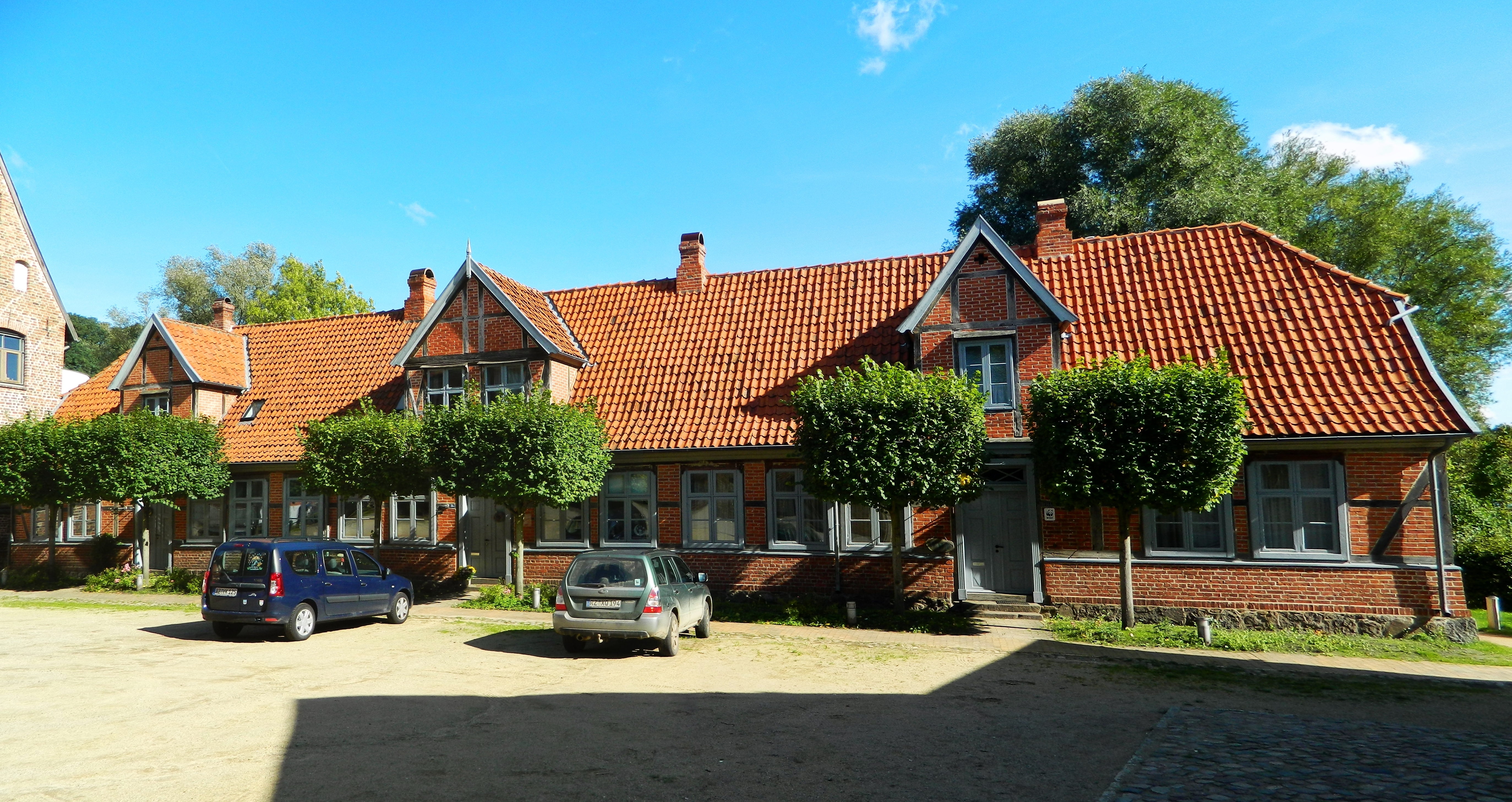
Fachwerkreihenhäuser

Zu dem unter Denkmalschutz stehenden und inzwischen vollständig sanierten Ensemble gehören:
- das Stadthauptmannshaus, das 1414 im Auftrag der Hansestadt Lübeck neu errichtet wurde; zuvor befand sich an dieser Stelle der Möllner Wohnhof und die Vogtei der Herzöge von Sachsen-Lauenburg;
- das 1550 erbaute Herrenhaus (sog. Medaillongebäude), ein Bauwerk im Stil der Backsteinrenaissance; über dem Eingang befinden sich zwei Wappenmedaillons aus Muschelkalk und eine Inschrifttafel mit dem Baujahr;
- die Fachwerkreihenhäuser (ehemalige Lehrerhäuser) am Schulsee, die 1819/20 an der Stelle des mittelalterlichen Menageriegebäudes errichtet wurden;
- das Weiße Haus, ein ehemaliges Schulgebäude im klassizistischen Stil, das 1859/60 erbaut wurde.

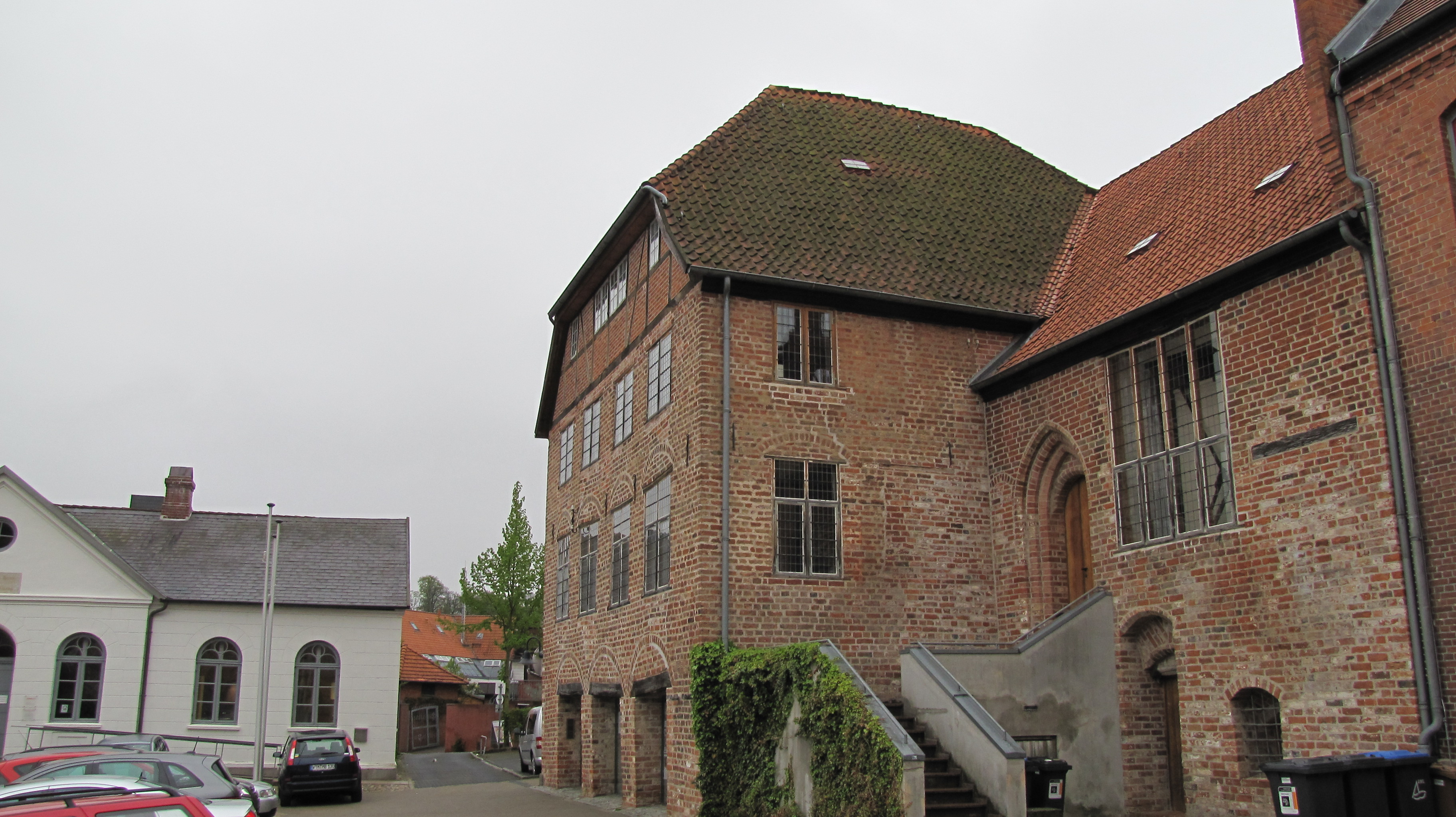
Weißes Haus und Stadthaupt-mannshaus

Anfang des 19. Jahrhunderts erwarb die Stadt Mölln das Herrenhaus, um dort die städtische Schule einzurichten, die 1823 einzog. Nach dem Umzug der Schule dienten die Fachwerkreihenhäuser als Lehrerwohnungen.
Das Stadthauptmannshaus an der Hauptstraße blieb weiter Zollhaus und wurde Dienstgebäude des dem Amt Ratzeburg unterstehenden Amtsvogtes für die Amtsvogtei Mölln. Als 1870 Verwaltung und Justiz getrennt wurden, richtete man im Stadthauptmannshaus das neu geschaffene Amtsgericht ein. Außerdem erhielt der Amtsrichter hier seine Dienstwohnung. Das Gebäude blieb Gerichtsgebäude bis 1934.
Die übrigen – um den Innenhof gruppierten – Gebäude wurden weiterhin von den Möllner Schulen genutzt. 1865 musste jedoch das Obergeschoss des klassizistischen Schulgebäudes abgetragen werden, da sich das Gebäude an der Seeseite beträchtlich abgesenkt hatte. Im November 1988 endete die Schulgeschichte des Stadthauptmannshofs.
Seit der letzten Sanierung wird das Baudenkmal von der Stiftung Herzogtum Lauenburg und der Lauenburgischen Akademie für Wissenschaft und Kultur sowie des Zentrums für Niederdeutsch u. a. für Veranstaltungen genutzt. Ferner dient es als Kulturzentrum, in dem Konzerte, Ausstellungen etc. stattfinden.

## Stadthauptmänner
- Albert Erp
- Gottschalck Lunte
- Johann Krevet, amtierte 1525–1530
- Hans Spangenberg, amtierte 1607–1616
- Johann Lübbers, amtierte Juli 1617 – September 1617
- Peter Basse, amtierte 1636–1654
- Hieronymus von Dorne, ernannt 1653
- Joachim Werner von Bülow, ernannt 1719
- Georg Ludwig von Bülow (–1822)
- Friedrich August von Wickede, amtierte 1825–1854
- Wilhelm Dahm, letzter Stadthauptmann ernannt 1854, amtierte bis zur Trennung von Rechtsprechung und Verwaltung 1870[4]